# Asiatische Schach-Einzelmeisterschaft
Die asiatische Einzelmeisterschaft ist ein Schachturnier, das zum ersten Mal im Jahr 1998 in Teheran ausgetragen wurde.

## Sieger
| Nr. | Jahr | Stadt                   | Platz 1                                     |
| --- | ---- | ----------------------- | ------------------------------------------- |
| 1   | 1998 | Teheran                 | Rustam Kasimjanov ( Usbekistan)             |
| 2   | 2000 | Udaipur                 | Xu Jun ( Volksrepublik China)               |
| 3   | 2001 | Kalkutta                | Xu Jun ( Volksrepublik China)               |
| 4   | 2003 | Doha                    | K. Sasikiran ( Indien)                      |
| 5   | 2005 | Hyderabad               | Zhang Zhong ( Volksrepublik China)          |
| 6   | 2007 | Cebu City               | Zhang Pengxiang ( Volksrepublik China)      |
| 7   | 2009 | Subic Bay Freeport Zone | Surya Shekhar Ganguly ( Indien)             |
| 8   | 2010 | Subic Bay Freeport Zone | Ni Hua ( Volksrepublik China)               |
| 9   | 2011 | Maschhad                | P. Harikrishna ( Indien)                    |
| 10  | 2012 | Ho-Chi-Minh-Stadt       | Parimarjan Negi ( Indien)                   |
| 11  | 2013 | Manila                  | Li Chao ( Volksrepublik China)              |
| 12  | 2014 | Schardscha              | Yu Yangyi ( Volksrepublik China)            |
| 13  | 2015 | al-Ain                  | Saleh Salem ( Vereinigte Arabische Emirate) |
| 14  | 2016 | Taschkent               | S. P. Sethuraman ( Indien)                  |
| 15  | 2017 | Chengdu                 | Wang Hao ( Volksrepublik China)             |
| 16  | 2018 | Makati City             | Wei Yi ( Volksrepublik China)               |
| 17  | 2019 | Xingtai                 | Lê Quang Liêm ( Vietnam)                    |
| 18  | 2022 | Neu-Delhi               | R. Praggnanandhaa ( Indien)                 |
| 19  | 2023 | Almaty                  | Shamsiddin Vohidov ( Usbekistan)            |
| 20  | 2025 | Al-Ain                  | Bardiya Daneschwar ( Iran)                  |

## Sieger der Frauen
| Nr. | Jahr | Stadt                   | Platz 1                               |
| --- | ---- | ----------------------- | ------------------------------------- |
| 1   | 1981 | Hyderabad               | Rohini Khadilkar ( Indien)            |
| 2   | 1983 | Kuala Lumpur            | Rohini Khadilkar ( Indien)            |
| 3   | 1985 | Dhaka                   | Anupama Gokhale ( Indien)             |
| 4   | 1987 | Hyderabad               | Anupama Gokhale ( Indien)             |
| 5   | 1991 | Bhopal                  | Bhagyashree Thipsay ( Indien)         |
| 6   | 1996 | Salem                   | Upi Darmayana Tamin ( Indonesien)     |
| 7   | 1998 | Kuala Lumpur            | Xu Yuhua ( Volksrepublik China)       |
| 8   | 2000 | Udaipur                 | Hoàng Thanh Trang ( Vietnam)          |
| 9   | 2001 | Chennai                 | Li Ruofan ( Volksrepublik China)      |
| 10  | 2003 | Kozhikode               | K. Humpy ( Indien)                    |
| 11  | 2004 | Beirut                  | Wang Yu ( Volksrepublik China)        |
| 12  | 2007 | Teheran                 | Tania Sachdev ( Indien)               |
| 13  | 2009 | Subic Bay Freeport Zone | Zhang Xiaowen ( Volksrepublik China)  |
| 14  | 2010 | Subic Bay Freeport Zone | Atousa Pourkashiyan ( Iran)           |
| 15  | 2011 | Maschhad                | D. Harika ( Indien)                   |
| 16  | 2012 | Ho-Chi-Minh-Stadt       | Irine Kharisma Sukandar ( Indonesien) |
| 17  | 2013 | Manila                  | Huang Qian ( Volksrepublik China)     |
| 18  | 2014 | Schardscha              | Irine Kharisma Sukandar ( Indonesien) |
| 19  | 2015 | al-Ain                  | Mitra Hejazipour ( Iran)              |
| 20  | 2016 | Taschkent               | Bhakti Kulkarni ( Indien)             |
| 21  | 2017 | Chengdu                 | Võ Thị Kim Phụng ( Vietnam)           |
| 22  | 2018 | Makati City             | Padmini Rout ( Indien)                |
| 23  | 2019 | Xingtai                 | Dinara Saduakasowa ( Kasachstan)      |
| 24  | 2022 | Neu-Delhi               | PV Nandhidhaa ( Indien)               |
| 25  | 2023 | Almaty                  | Divya Deshmukh ( Indien)              |
| 26  | 2025 | Al-Ain                  | Song Yuxin ( Volksrepublik China)     |

### Asian Continental Chess Championship
- 1st Asian Continental Championship :: Tehran 1998
- 2nd Asian Continental Championship :: Udaipur 2000
- 3rd Asian Continental Championship :: Kolkata 2001
- 4th Asian Continental Championship :: Doha 2003
- 5th Asian Continental Championship :: Hyderabad 2005
- 6th Asian Continental Championship :: Cebu City 2007
- 7th Asian Continental Championship :: Subic Bay Free Port 2009
- 8th Asian Continental Championship :: Subic Bay Free Port 2010
- 9th Asian Continental Championship :: Mashhad 2011
- 10th Asian Continental Championship :: Ho Chi Minh City 2012
- 11th Asian Continental Championship (Manny Pacquiao Cup) :: Manila 2013
- 12th Asian Continental Championship :: Sharjah 2014
- 13th Asian Continental Championship :: Al-Ain 2015
- 14th Asian Continental Championship :: Tashkent 2016
- 15th Asian Continental Championship :: Chengdu 2017

### Asian Continental Chess Championship — women
- 1st ACCUMAX Women's Asian Continental Championship :: Hyderabad 1981
- 7th Women's Asian Continental Championship :: Genting Highlands 1998
- 8th Women's Asian Continental Championship :: Udaipur 2000
- 9th Asian Women's Continental Championship :: Chennai 2001
- 10th Asian Continental Championship :: Kozhikode 2003
- 11th Asian Continental Championship :: Beirut 2004
- 12th Asian Continental Championship :: Tehran 2007
- 13th Asian Continental Championship :: Subic Bay Free Port 2009
- 14th Asian Continental Championship :: Subic Bay Free Port 2010
- 15th Asian Women's Continental Chess Championship :: Mashhad 2011
- 16th Asian Women's Continental Chess Championship :: Ho Chi Minh city 2012
- 17th Asian Women's Continental Chess Championship :: Manila 2013
- 18th Asian Women's Continental Chess Championship :: Sharjah 2014
- 19th Asian Women's Continental Chess Championship :: Al-Ain 2015
- 20th Asian Women's Continental Chess Championship :: Tashkent 2016
- 21st Asian Women's Continental Chess Championship :: Chengdu 2017
- 22nd Asian Women's Continental Chess Championship :: Makati City 2018
- 23rd Asian Women's Continental Chess Championship :: Xingtai 2019